# Langhe (köpinghuvudort i Kina, Hubei Sheng, lat 32,42, long 111,26)
Langhe (kinesiska: 浪河, 浪河镇) är en köpinghuvudort i Kina. Den ligger i provinsen Hubei, i den centrala delen av landet, omkring 350 kilometer nordväst om provinshuvudstaden Wuhan. Antalet invånare är 14 147. Befolkningen består av 6 860 kvinnor och 7 287 män. Barn under 15 år utgör 16,0 %, vuxna 15-64 år 73 %, och äldre över 65 år 9,0 %.
Runt Langhe är det ganska tätbefolkat, med 214 invånare per kvadratkilometer. Närmaste större samhälle är Wushan, 15,8 km sydost om Langhe. I omgivningarna runt Langhe växer i huvudsak blandskog.
Genomsnittlig årsnederbörd är 980 millimeter. Den regnigaste månaden är augusti, med i genomsnitt 203 mm nederbörd, och den torraste är januari, med 9 mm nederbörd.